# Enzootischer Campylobacter-Abort des Rindes
Der Enzootische Campylobacter-Abort des Rindes (auch: Vibriosis genitalis, Vibrionenseuche der Rinder, Bovine genitale Campylobacteriose) wird vom Bakterium Campylobacter fetus ssp. venerealis, einem weltweit verbreiteten Krankheitserreger der Genitalschleimhäute der Rinder, verursacht und zählt zu den Deckseuchen.

## Ätiologie und Epidemiologie
Kühe werden beim Deckakt oder durch kontaminiertes Sperma infiziert. Bullen tragen den Erreger jahrelang symptomlos auf ihrer Vorhautschleimhaut mit sich herum; sie werden heutzutage meist durch Gerätschaften in Besamungsstationen, aber auch beim Deckakt infiziert.

## Pathogenese und Klinik
Nach der Infektion und anschließenden Besiedlung des weiblichen Geschlechtstrakts kommt es zum Absterben der 2 bis 3 Wochen alten Embryonen und zum Umrindern. Es kann in jedem Trächtigkeitsstadium zu Aborten kommen. Wenn sich die Infektion nur auf die Scheidenschleimhaut beschränkt, kommt es zu keiner Schädigung der Frucht, die Kuh ist jedoch infektiös für Bullen. Durch eine lokale Immunreaktion werden die Erreger eliminiert; es entsteht eine Immunität für 2 bis 3 Jahre.

## Tierseuchenbekämpfung
Die Vibrionenseuche der Rinder ist eine Anzeigenpflichtige Tierseuche.
In Deutschland ist diese Deckseuche vor allem durch die künstliche Besamung und die Überwachung der Besamungsbullen getilgt. Infizierte und verdächtige Tiere dürfen nicht zur Zucht verwendet werden. Die zuständige Veterinärbehörde kann eine Behandlung anordnen, die aber keine Erregerfreiheit garantiert, was auch für Impfungen gilt. Impfungen können allerdings die Verluste in Grenzen halten.